# 真駒内駐屯地

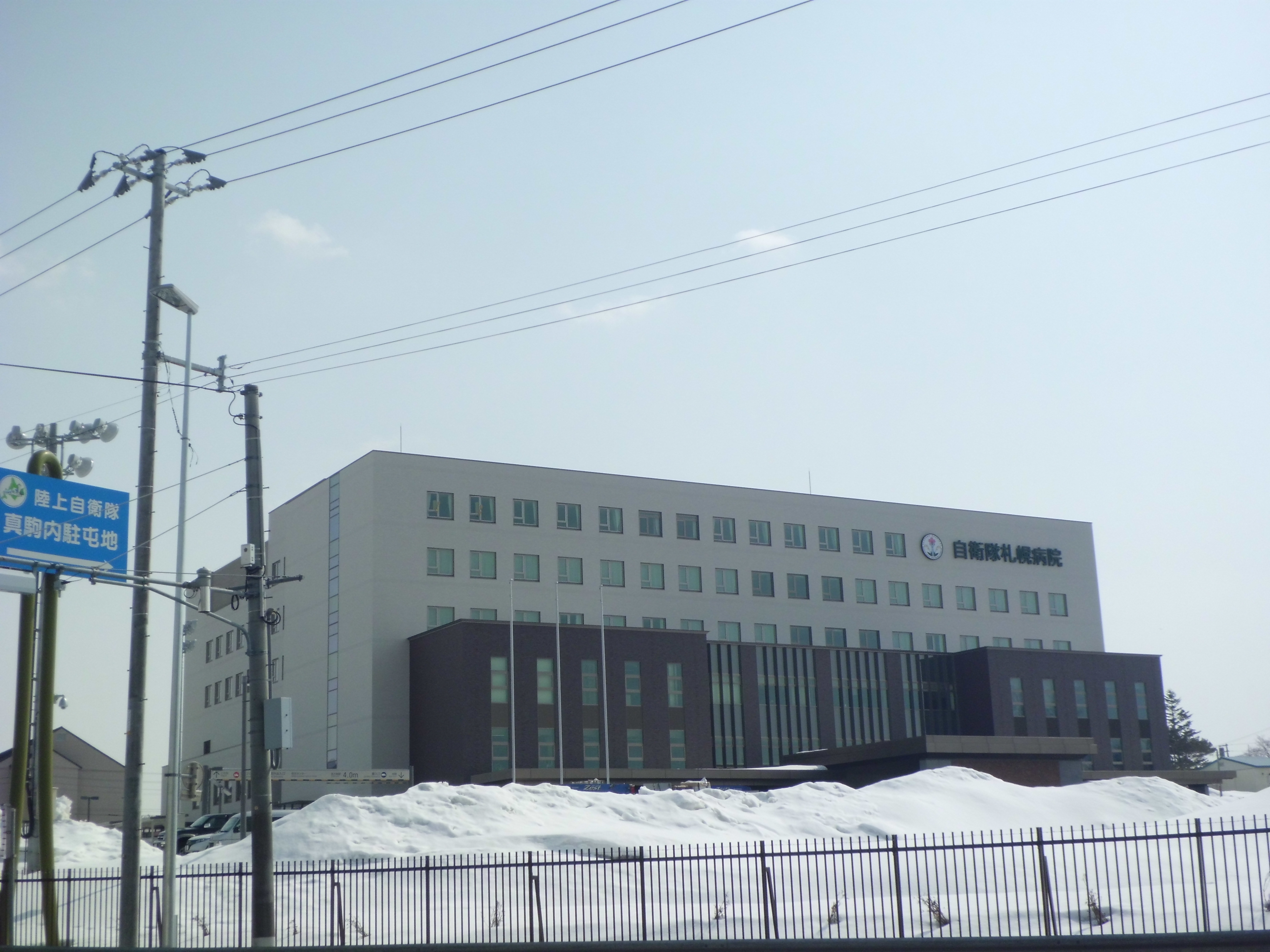
自衛隊札幌病院

真駒内駐屯地（まこまないちゅうとんち、JGSDF camp Makomanai）は、北海道札幌市南区真駒内17に所在し第11旅団司令部等が駐屯する陸上自衛隊の駐屯地である。

## 概要
駐屯地司令は、第11旅団副旅団長が兼務する。最寄の演習場は、北海道大演習場。
駐屯地の東側に滑走路と大規模なグラウンドがあり、札幌市営地下鉄南北線から訓練の様子を見ることができる。終戦直後には米軍が駐屯しており、当時のレンガ倉庫の一部も現存する。本駐屯地は1954年（昭和29年）より自衛隊が使用している。
実際の駐屯地は複数の区画が広範囲に分散している。中でも豊平区西岡にある射撃場は「西岡バイアスロン競技場」の名称でバイアスロンの射撃競技会場として使われている（射撃場は北海道大演習場の一部として扱われる場合も多い）。駐屯地内部にはファミリーマートが出店しているほか、2015年（平成27年）3月には自衛隊札幌病院が豊平駐屯地から新築移転した。
さっぽろ雪まつりにおける第11師団雪像製作隊は有名で、2004年（平成16年）までは上記の滑走路とグラウンド利用した真駒内会場として雪祭りを盛り上げていた。また、付近では、機会に恵まれれば、北海道大演習場西岡・有明地区へ移動する戦車や装甲車の縦隊も見ることができる。
2021年（令和3年）5月、公式Twitterアカウントが陰謀論や誤情報、政治的偏向のあるまとめサイトなどをリツイートするようになっていたことが問題視され、同月2日までにアカウントは削除された。日本政府は「特定の者の主張を支持しているとの誤解を招くもので不適切」との答弁書を同年6月25日に閣議決定した。自衛隊員に対しては自衛隊法などで政治的中立性に関して極めて厳しいルールが存在する。

## 沿革
警察予備隊真駒内駐屯地
- 1950年（昭和25年）
  - 9月8日：第1部隊（第2管区総監部の前身）が設置[6]。
  - 12月29日：警察予備隊第2管区総監部（第2師団の前身）が真駒内駐屯地において発足。
- 1951年（昭和26年）4月6日：第2管区総監部が旧札幌駐屯地（現苗穂分屯地）へ移駐[7]。

陸上自衛隊真駒内駐屯地
- 1954年（昭和29年）
  - 9月1日：アメリカ軍よりキャンプ移譲、真駒内駐屯地が開設[8]。
  - 9月25日：第18普通科連隊第1大隊が編成完結。
  - 10月30日：

  1. 第9普通科連隊、第10普通科連隊、第18普通科連隊が東千歳駐屯地から移駐。
  2. 第1陸曹教育隊、第102輸送大隊が札幌駐屯地から移駐。
- 1955年（昭和30年）
  - 7月15日：第10普通科連隊が滝川駐屯地に移駐。
  - 9月10日：第18普通科連隊第2大隊が倶知安駐屯地に移駐。
  - 11月10日：

  1. 第9普通科連隊（第2大隊欠）が旭川駐屯地に移駐。
  2. 第106特科大隊が東千歳駐屯地から移駐。

  - 12月1日：第7混成団が発足。第7混成団本部、同付中隊、第7会計隊本部が編成完結。

- 1956年（昭和31年）2月1日：

1. 第7特科連隊が東千歳駐屯地から移駐。
2. 第7施設大隊が南恵庭駐屯地から移駐。
3. 第7武器中隊、第7補給中隊が旭川駐屯地から移駐。
4. 第7偵察中隊が名寄駐屯地から移駐。
5. 第7衛生中隊が帯広駐屯地から移駐。
6. 第7通信中隊が札幌駐屯地から移駐。

- 1959年（昭和34年）
  - 3月11日：第106特科大隊が廃止。
  - 3月12日：第121特科大隊、第122特科大隊が編成完結。
  - 3月30日：第122特科大隊が八戸駐屯地へ移駐。
  - 8月20日：

  1. 第121特科大隊が東千歳駐屯地へ移駐。
  2. 第113特科大隊が札幌駐屯地から移駐。

- 1961年（昭和36年）2月28日：

1. 第18普通科連隊（第4大隊欠）が第5管区隊隷下へ異動。
2. 第18普通科連隊第4大隊を改編して第24普通科連隊が新編。
3. 第113特科大隊が廃止。

- 1962年（昭和37年）
  - 1月18日：

  1. 第11師団が編成完結。
  2. 第7混成団が東千歳駐屯地へ移駐。

  - 7月13日：第24普通科連隊が東千歳駐屯地に移駐。
  - 8月11日：第101教育大隊が函館駐屯地から移駐。
- 1964年（昭和39年）3月24日：北部方面武器隊第304武器野整備中隊が編成完結。
- 1965年（昭和40年）：さっぽろ雪まつりの真駒内会場としての利用が始まる。
- 1969年（昭和44年）8月1日：第101教育大隊を第3教育連隊に改編。
- 1970年（昭和45年）5月11日：北部方面冬季戦技教育隊が編成。
- 1971年（昭和46年）：
  - 7月24日：北部方面冬季戦技教育隊が廃止。陸上自衛隊冬季戦技教育隊が編成完結。
  - 7月31日：第1陸曹教育隊が東千歳駐屯地へ移駐。
  - 8月3日：札幌オリンピック支援集団司令部が編成完結。
- 1972年（昭和47年）3月16日：札幌オリンピック支援集団司令部が廃止。
- 1973年（昭和48年）3月3日：第101地区警務隊が札幌駐屯地から移駐。
- 1975年（昭和50年）3月26日：第102輸送大隊が北部方面輸送隊に改編。第310輸送中隊が新編。
- 2000年（平成12年）3月28日：

1. 後方支援体制移行に伴い、北部方面武器隊第304武器野整備中隊を廃止し、北部方面後方支援隊第102全般支援大隊に増強改編。
2. 北部方面輸送隊を北部方面後方支援隊の隷下部隊に増強改編。
3. 北部方面衛生隊が編成完結。
4. 第3教育連隊第303共通教育中隊を廃止。

- 2002年（平成14年）3月27日：北部方面輸送隊の隷下部隊として第101輸送業務隊を新編。
- 2004年（平成16年）3月29日

1. 第1特科団第1特科群第133特科大隊を新編。
2. 北部方面後方支援隊第101特科直接支援大隊第1直接支援中隊第5直接支援小隊（第133特科大隊を支援）を新編。
3. 第3教育連隊を廃止し、北部方面教育連隊第2共通教育中隊（東千歳駐屯地）に改編（第1陸曹教育隊（東千歳駐屯地）と統合）。

- 2005年（平成17年）：さっぽろ雪まつりの真駒内会場としての利用が終わる。
- 2008年（平成20年）
  - 3月26日

  1. 第11師団が第11旅団に改編。
  2. 第101地区警務隊が第120地区警務隊に改編。

  - 3月29日：第11対戦車隊が倶知安駐屯地へ移駐。
- 2007年（平成19年）11月：真駒内送信所が開局。
- 2009年（平成21年）4月：真駒内音楽隊実習場が完成。
- 2010年（平成22年）8月：

1. 第52普通科連隊準備隊の編成。
2. 陸上自衛隊で3例目となる民間運営の託児所[9]が開設（他には三宿駐屯地・熊本駐屯地）。

- 2011年（平成23年）4月22日：北部方面混成団の新編。

1. 第52普通科連隊が新編。
2. 第120教育大隊（北部方面教育連隊第2共通教育中隊（東千歳駐屯地）の改編部隊）が編成完結。
3. 冬季戦技教育隊を北部方面混成団に編合。
4. 北部方面後方支援隊第303普通科直接支援隊（第52普通科連隊を支援）を新編。

- 2014年（平成26年）3月26日：

1. 第52普通科連隊に第4普通科中隊と重迫撃砲中隊を新編。
2. 第303普通科直接支援隊を第305普通科直接支援中隊（第52普通科連隊を支援）に改編。
3. 第11戦車大隊および第11後方支援隊第2整備中隊戦車直接支援小隊が北恵庭駐屯地へ移駐。

- 2015年（平成27年）3月26日：自衛隊札幌病院が豊平駐屯地から移転し、新病院舎が開院。
- 2018年（平成30年）3月27日：北部方面輸送隊第101輸送業務隊を廃止し、陸上自衛隊中央輸送隊第1方面分遣隊に改編。
- 2019年（平成31年）
  - 3月25日：第133特科大隊および第101特科直接支援大隊第1直接支援中隊第5直接支援小隊を廃止。
  - 3月26日：

  1. 第11高射特科中隊を第11高射特科隊に改編。
  2. 第11通信中隊を第11通信隊に改編。
- 2023年（令和5年）
  - 3月15日：北部方面輸送隊が、東千歳駐屯地および島松駐屯地に移駐[10][11]。陸上自衛隊中央輸送隊第1方面分遣隊が東千歳駐屯地へ移駐。
  - 3月16日：第11情報隊を新編[12]。

## 駐屯部隊

### 北部方面隊隷下部隊・機関
- 第11旅団
  - 第11旅団司令部
  - 第18普通科連隊
  - 第11後方支援隊
  - 第11特科隊
  - 第11高射特科隊
  - 第11偵察隊
  - 第11情報隊
  - 第11施設隊
  - 第11通信隊
  - 第11特殊武器防護隊
  - 第11旅団司令部付隊
  - 第11音楽隊
- 北部方面混成団
  - 第52普通科連隊
  - 第120教育大隊
  - 冬季戦技教育隊
- 北部方面後方支援隊
  - 第102全般支援大隊
  - 第305普通科直接支援中隊：第52普通科連隊を支援
- 北部方面衛生隊
- 北部方面音楽隊
- 北部方面システム通信群
  - 第101基地システム通信大隊
    - 第314基地通信中隊
- 北部方面会計隊
  - 第325会計隊
- 真駒内駐屯地業務隊

### 防衛大臣直轄部隊・機関
- 警務隊
  - 北部方面警務隊
    - 第120地区警務隊
- 陸上自衛隊中央輸送隊
  - 第1方面分遣隊
    - 第1端末地業務班

### 共同の部隊・機関
- 自衛隊情報保全隊
  - 北部情報保全隊
    - 真駒内情報保全派遣隊
- 自衛隊体育学校
  - 冬季特別体育課程教育室
- 自衛隊札幌病院（陸上幕僚長を通じて指揮監督を受ける。）
- 自衛隊札幌地方協力本部
  - 南部地区隊

## 過去の駐屯部隊および廃止部隊
- 第2管区総監部：1950年（昭和25年）12月29日から1951年（昭和26年）4月6日の間。札幌駐屯地へ移駐[7]。
- 第9普通科連隊（第2大隊欠）：1955年（昭和30年）11月10日　旭川駐屯地へ移駐。
- 第106特科大隊：1959年（昭和34年）3月11日廃止。
- 第113特科大隊：1961年（昭和36年）2月28日廃止。
- 第7混成団：1962年（昭和37年）1月18日　東千歳駐屯地へ移駐。
- 第24普通科連隊：1962年（昭和37年）7月13日　東千歳駐屯地に移駐。
- 第122特科大隊：1959年（昭和34年）3月30日　八戸駐屯地へ移駐。
- 第121特科大隊：1959年（昭和34年）8月20日　東千歳駐屯地へ移駐。
- 第101教育大隊：1969年（昭和44年）8月1日廃止。第3教育連隊に改編。
- 第1陸曹教育隊：1954年（昭和29年）10月30日（札幌駐屯地から移駐）から1971年（昭和46年）7月31日（東千歳駐屯地に移駐）の間。
- 第102輸送大隊：1975年（昭和50年）3月25日廃止。北部方面輸送隊に改編。
- 第11対戦車隊：1996年（平成8年）3月29日　倶知安駐屯地へ移駐。
- 第303武器野整備中隊：2000年（平成12年）3月27日廃止。第102全般支援支援大隊に改編。
- 第3教育連隊第303共通教育中隊：2000年（平成12年）3月27日廃止。
- 第3教育連隊：2004年（平成16年）3月28日廃止。北部方面教育連隊第2共通教育中隊（東千歳駐屯地）に改編。
- 第11師団：2008年（平成20年）3月25日廃止。第11旅団に改編。
- 第101地区警務隊：2008年（平成20年）3月25日廃止。第120地区警務隊に改編。
- 第11戦車大隊：2014年（平成26年）3月26日　北恵庭駐屯地へ移駐。
- 第303普通科直接支援隊：2014年（平成26年）3月26日廃止。第305普通科直接支援中隊に改編。
- 北部方面輸送隊第101輸送業務隊：2018年（平成30年）3月26日廃止。陸上自衛隊中央輸送隊第1方面分遣隊に改編。
- 第133特科大隊：2019年（平成31年）3月25日廃止。
- 第101特科直接支援大隊第1直接支援中隊第5直接支援小隊：2019年（平成31年）3月25日廃止。
- 第11高射特科中隊：2019年（平成31年）3月25日廃止。第11高射特科隊に改編。

## 最寄の幹線交通
- 高速道路：道央自動車道 札幌南IC
- 一般道：国道5号、国道12号、国道36号、国道230号、国道274号、国道275号、北海道道89号札幌環状線、北海道道453号西野白石線
- 鉄道：札幌市営地下鉄南北線 自衛隊前駅
- 港湾：小樽港、石狩湾新港（重要港湾）
- 飛行場：札幌飛行場（官民共用）

## 重要施設
- 泊発電所（出力115.8万kW。PWR）（古宇郡泊村）
- 西野浄水場（中央区）
- 新川処理場（中央区）